# Білецька Ірина Платонівна
Ірина Платонівна Білецька (нар. 6 червня 1933, Київ) — українська філологиня, математик, філософ, докторка філологічних наук (1983).

## Життєпис
Народилася у родині Платона Івановича Севбо — відомого українського науковця.
1956 року закінчила філологічний факультет Київського університету ім. Т. Г. Шевченка та продовжила навчання в аспірантурі Інституту слов'янознавства і балканістики АН СРСР (Москва).
Працювала в Інституті кібернетики та Київському університеті.
1983 року захистила докторську дисертацію.
1997 року створила й очолила міжнародну громадську асоціацію «Подолання».

## Науковий доробок
Автор кількох монографій та кількох сотень статей зі структурної лінгвістики, теорії та практики машинного перекладу та соціальних досліджень.

## Родина
Чоловік Михайло Білецький — відомий правозахисник, політолог.